# Kanmuri
Le kanmuri d'un kanji (冠) est la clé supérieure du caractère.

## Kanmuriprincipaux
- Kusakanmuri  (草冠、艸) : 
  - kanjis usuels : 芋 芝 花 芸 芳 英 芽 苦 茎 若 苗 茂 荒 草 荘 茶 荷 華 菓 菊 菌 菜 著 葬 葉 落 蒸 蓄 蔵 薫 薪 薦 薄 薬 藩 藻
  - principaux gaiji : 芥 芹 芯 芭 芙 芦 苑 茄 苔 苺 茅 茉 茨 茸 茜 莞 荻 莫 莉 菅 菫 菖 萄 菩 萌 萊 菱 葦 葛 葵 萱 葺 萩 董 葡 蓋 蓑 蒔 蒐 蒼 蘞 蒲 蒙 蓉 蓮 蔭 蔣 蔦 蓬 蔓 蕎 蕨 蕉 蕃 蓼 蕪 蔽 薙 蕾 蕗 藁 薩 藤 藍 蘇 蘭, etc.

- Ukanmuri  (ウ冠) : 
  - kanjis usuels : 安 宇 守 宅 完 官 宜 実 宗 宙 定 宝 客 室 宣 宴 家 害 宮 宰 宵 容 寄 寂 宿 密 寒 富 寛 寝 寡 察 寧 審 寮
  - principaux gaiji : 宏 宋 宍 宛 宕 宥 寅 寓 寞 寥 寵, etc.

- Takekanmuri (竹冠) : 
  - kanjis usuels : 笑 第 笛 符 筋 策 答 等 筒 筆 節 箇 管 算 箱 範 築 篤 簡 簿 籍
  - principaux gaiji : 竺 竿 笈 笹 笙 笥 笠 筈 筐 筍 筑 筏 筵 箕 箋 箏 箔 箴 箸 篆 篇 篩 簀 篠 簾 籃 籠 籤, etc.

- Amekanmuri あめかんむり (雨冠) : 
  - kanjis usuels : 雪 雲 雰 電 雷 零 需 震 霊 霜 霧 露
  - principaux gaiji : 雫 雹 霖 霙 霞 霰 霹 靄 靂, etc.

- Hitoyane (人屋根) : 
  - kanjis usuels : 介 今 令 会 企 余 舎 倉 傘
  - principaux gaiji : 僉, etc.

- Irigajira (入頭、入屋根) : 
  - kanjis usuels : 全
  - principaux gaiji : 㒰(仝) 兪, etc.

- Amigajira, yotsugajira, yokome  (罔頭 / 四つ頭 / 横目) :
  - kanjis usuels : 罪 署 置 罰 罷 羅
  - principaux gaiji : 罠 罫 罵 罹 羆 羈, etc.

- Anakanmuri (穴冠) :
  - kanjis usuels : 究 空 突 窃 窓 窒 窮 窯
  - principaux gaiji : 穹 穿 窄 窈 窕 窘 窟 窩 窪 窺 窶 竄 竈, etc.

- Yamakanmuri (山冠) : 
  - kanjis usuels : 岸 岩 崇 崩
  - principaux gaiji : 崖 嵌 嵐 嵩 嶺 巌, etc.

- Oikanmuri, oigajira (老冠 / 老頭) : 
  - kanjis usuels : 考 老 者
  - principaux gaiji : 耄, etc.

- Asakanmuri (麻冠) : 
  - principaux gaiji : 麿, etc.

- Nabebuta, keisankamuri (鍋蓋 / 卦算冠) : 
  - kanjis usuels : 亡 交 京 享 亭
  - principaux gaiji : 亦 亥 亨 亮, etc.

- Wakanmuri, hirakanmuri, bekikanmuri (ワ冠 / 平冠 / 冖冠) : 
  - kanjis usuels : 冗 写 冠
  - principaux gaiji : 冤 冥 冪, etc.

- Toragajira, torakanmuri (虎頭 / 虎冠) : 
  - kanjis usuels : 虐 虚 虞 虜
  - principaux gaiji : 虎 虔, etc.

- Kamigajira, kamikanmuri (髪頭 / 髪冠) : 
  - kanjis usuels : 髪
  - principaux gaiji : 髯 髣 髴 髷 髭 鬆 鬘 鬚, etc.

- Hatsugajira (発頭) : 
  - kanjis usuels : 発 登
  - principaux gaiji : 癸, etc.

- Hachigajira (八頭) : 
  - kanjis usuels : 公 兼

- Tsumekamuri (爪冠) : 
  - kanjis usuels : 爵
  - principaux gaiji : 采, etc.

- Keigajira (彑頭) : 
  - principaux gaiji : 彙, etc.

- Tokanmuri (戸冠) : 
  - kanjis usuels : 戻 房 扇 扉
  - principaux gaiji : 扁, etc.